# 劉維禴
劉維禴（1498年—？），字子孚，陝西延安府清澗縣人，官籍，明朝政治人物。

## 生平
嘉靖四年（1525年）乙酉科陝西鄉試第十五名舉人。嘉靖十七年（1538年）中式戊戌科會試第二百三十四名，登第三甲第五十五名進士。知河南滑縣，到任即释放久被訟系者多人，又增築外城。二十一年十月擢監察御史。因弟山西中路左参将劉維褫以軍事被逮，憂憤成疾卒。

## 家族
曾祖劉尚絅，封知府；祖父劉鏞，布政使司右參政進階中奉大夫正治卿；父劉介，前太常寺少卿。嫡母楊氏（封恭人）；生母周氏。永感下。兄劉維禎（监生）。弟劉維裕（监生）、劉維褫（指挥佥事）。